# اسکون، نیو ساوت ولز
اسکون (به انگلیسی: Scone) یک شهرک در استرالیا است که در Upper Hunter Shire واقع شده‌است.